# Долина Совісті
«Долина Совісті» (оригінальна назва — рос. Долина Совести) — роман українських письменників Марини та Сергія Дяченків;  опублікований у видавництві «Эксмо» 2001 року. 

## Опис книги

### Україна
Хіба можемо ми уявити, наскільки страшною для людини є цілковита самотність? Коли у твоєму житті, житті талановитого і успішного письменника, немає місця жодній рідній душі чи навіть просто другові. Коли ти привид, невидимка серед натовпу. Бо хрест твій — жахлива здатність прив’язувати до себе людей. Прив’язувати до смерті.
У нього немає шансів перехитрувати власну долю і стати щасливим. Тільки любов може все змінити. Хай на мить, на кілька митей... Або назавжди...
Якщо їй вдасться перейти Долину Совісті.

### Польща
Події відбуваються у неописаній країні, у більш-менш сучасному часі. Герой, Влад Палій, вже хлопчиком знаходить у собі дивовижне уміння прив'язування до себе — ніби ланцюгом — інших людей. Ці здібності є результатом довготривалого перебування у компанії хлопця. Коли Влад раптово покидає своє місто, всі його найближчі і родина хворіють, а навіть і вмирають. Влад обирає самотність, починає писати повісті для дітей, а у його житті з'являється жінка, що володіє такими самими уміннями, але використовує для досягнення своїх власних, корисливих цілей. Як закінчиться таке протистояння?

### Росія
Герой нового роману Марини і Сергія Дяченків привабливий, і без сумніву, талановитий. Друзі не уявляють себе без нього. Мама дуже сильно його любить. Жінки стоять у нього під вікнами. У загальної любові є лише одна темна сторона — будь-хто, хто зустрінеться на його шляху, ризикує життям.
Хто зуміє без втрат перейти Долину Совісті?

## Нагороди[3]
- 2002 — премія «Бронзовая Улитка», нагорода Крупная форма (роман)
- 2002 — премія «Русская фантастика», нагорода Крупная форма (роман)
- 2002 — премія «АБС-премия», нагорода Художній твір
- 2002 — премія «Сигма-Ф», нагорода Крупная форма (роман)
- 2002 — премія «Звёздный Мост», нагорода Найкращий роман (1-ше місце, «Золотой Кадуцей»)
- 2003 — премія «Странника», нагорода Лунный Меч (1-ше місце, «Золотой Кадуцей»)

## Видання[3]
- 2001 рік — видавництво «Эксмо». (рос.)
- 2003 рік — видавництво «Solaris». (назва — пол. Dolina sowiesti) (пол.)[5]
- 2005 рік — видавництво «Эксмо», «Инвестор». (рос.)
- 2007 рік — видавництво «Эксмо». (рос.)
- 2008 рік — видавництво «Зелений пес». (укр.)
- 2008 рік — видавництво «Эксмо». (рос.)
- 2010 рік — видавництво «Эксмо». (рос.)

## Український переклад
Українською мовою був перекладений і опублікований 2008 року видавництвом «Зелений пес».